# Уничтожение А-50У над Краснодарским краем
Уничтожение А-50У над Краснодарским краем — авиационное происшествие, произошедшее 23 февраля 2024 года над Краснодарским краем в ходе российского вторжения на Украину. По версии украинской стороны, самолёт был сбит украинской ПВО, что позже было подтверждено российской стороной.

## Самолёты А-50 и А-50У
Самолёт А-50 — модификация Ил-76, выполняющий функции «летающего радара». Стоимость одного А-50 оценивалась в 330 млн долларов.
Модернизации А-50 в варианте А-50У начались с 2003 года, а испытания завершились в 2009 году. Всего до начала вторжения было модернизировано шесть самолётов. Первый вариант А-50У был передан ВВС России 31 октября 2011 года, два в 2014 году, один в 2017, один в 2018 и самый современный шестой («Номер б/у 42», РФ-50610) был передан ВВС России 28 марта 2019 года. Именно этот самый современный («Номер б/у 42», РФ-50610) и был сбит 23 февраля 2024 года.
По данным бюллетеня Military Balance 2022, к началу российского вторжения в Украину на вооружении РФ состояло 3 А-50 и 6 модифицированных А-50У. Однако в СМИ сообщалось, что в 2023 году Ростех передал российским вооруженным силам ещё один самолёт.
А-50 активно применялся в ходе вторжения в Украину. Он способен одновременно отслеживать до 60 воздушных, надводных и наземных целей, наводя на них боевую авиацию. А-50 способен обнаружить цель класса «истребитель», летящую на малой высоте на дальности до 200—400 км, а летящую на большой высоте — до 300—600 км; морские цели им обнаруживаются на расстоянии до 400 км. Также на самолёте установлены системы активной и пассивной радиоэлектронной борьбы, а также средства постановки инфракрасных помех. А-50У имеет более высокие характеристики.
Военный летчик генерал-майор в отставке Владимир Попов утверждал, что с помощью А-50 Россия способна отслеживать пуски ракет ПВО Patriot и затем атаковать их. Журналисты отмечали, что А-50 способны значительно осложнить действия украинской авиации, например атаки фронтовыми бомбардировщиками Су-24 ракетами Storm Shadow российских целей.

## Ход событий

### Уничтожение самолёта
23 февраля 2024 года около 19:50 над Краснодарским краем на территории Каневского района рядом с посёлком Трудовая Армения был сбит российский самолёт дальнего радиолокационного обнаружения и управления А-50У. Это примерно в 250 километрах от линии фронта.

#### Украинская версия
По информации украинских источников и командующего Воздушными силами ВСУ Николая Олещука, самолёт сбила украинская ПВО. Вечером 23 февраля «РБК-Украина», ссылаясь на ВСУ, сообщили, что украинские военные сбили самолёт А-50 над Азовским морем. По данным «Украинской правды» самолет был сбит модернизированным советским ЗРК дальнего радиуса действия С-200.

#### Российская версия
По информации российских провоенных Telegram-каналов, самолёт был сбит российскими силами ПВО. По версии российского военного блогера Владимира Романова, самолёт сбили ракетой из района Мариуполя. Телеграмм-канал «Два Майора» написал: «А-50. Снова. Опять. Заново. Ресурс этих самолётов почти невозобновляемый. Экипаж — это отдельный разговор. Высочайшие специалисты. Их из Средней Азии не завезешь». По данным телеграм-канала «Досье шпиона», по самолёту украинская сторона выпустила ракету С-200, а на её перехват из расчета ПВО в Таганроге были выпущены две ракеты. Первая российская ракета сбила украинскую ракету, а вторая сбила А-50, так как у россиян произошёл сбой в системе «свой — чужой».
Изначально в оперативном штабе Краснодарского края агентству подтвердили падение около 20:00 двух летательных аппаратов. Впоследствии заявили, что упал только один самолёт.

### Падение
Самолёт упал на расстоянии около 15 км от хутора Трудовая Армения. На месте падения загорелся камыш. Обломки А-50У нашли между хуторами Борец Труда и Трудовая Армения, что примерно в 67 километрах от берега Азовского моря и города Ейск.

## Погибшие
При крушении погибли все 10 военных, которые были на борту. В частности, по информации российского телеграм-канала «Досье Шпиона» и источника ГУР на борту А-50У были:
- майор Валерий Боровиков, командир корабля;
- майор Александр Рулюк, штурман;
- майор Михаил Чанцев, помощник командира;
- капитан Сергей Васильев, бортовой инженер;
- старший лейтенант Александр Провалов, штурман;
- прапорщик Дмитрий Хрулев, старший воздушный радист.

## Расследование в России
17 июня 2024 года Хамовнический районный суд Москвы заочно арестовал по просьбе Следственного комитета командира 138-й зенитной ракетной бригады ВСУ полковника Николая Дзямана по делу о теракте, повлекшем смерть человека (пункт «б» части 3 статьи 205 УК РФ). По версии следствия, Дзяман приказал сбить самолёт Воздушно-космических сил РФ, который 23 февраля 2024 года патрулировал воздушное пространство России. Военный, считает СК РФ, знал, что самолёт не имеет вооружения и не предназначен для боевых действий. Действия Дзямана привели к гибели 10 членов экипажа и уничтожению самолёта, утверждает ведомство. 22 января 2025 года южный окружной военный суд в Ростове-на-Дону заочно приговорил к пожизненному заключению Николая Дзямана по обвинению в теракте, повлекшем смерть человека (пункт «б» части 3 статьи 205 УК), сообщает Следственный комитет РФ.